# Grafen von Rothenburg-Comburg

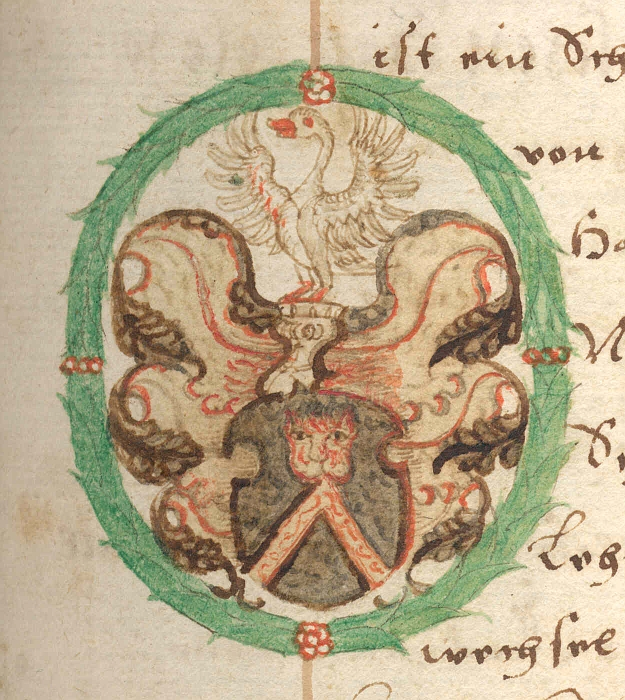
(Zugeschriebenes) Wappen in einer Hällischen Chronik, um 1600.

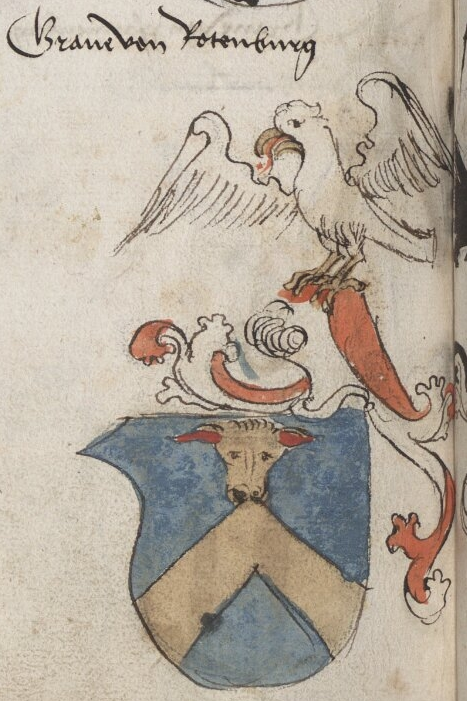
Wappen der Grafen von Comburg-Rothenburg (Schaffhauser Wappenbuch)

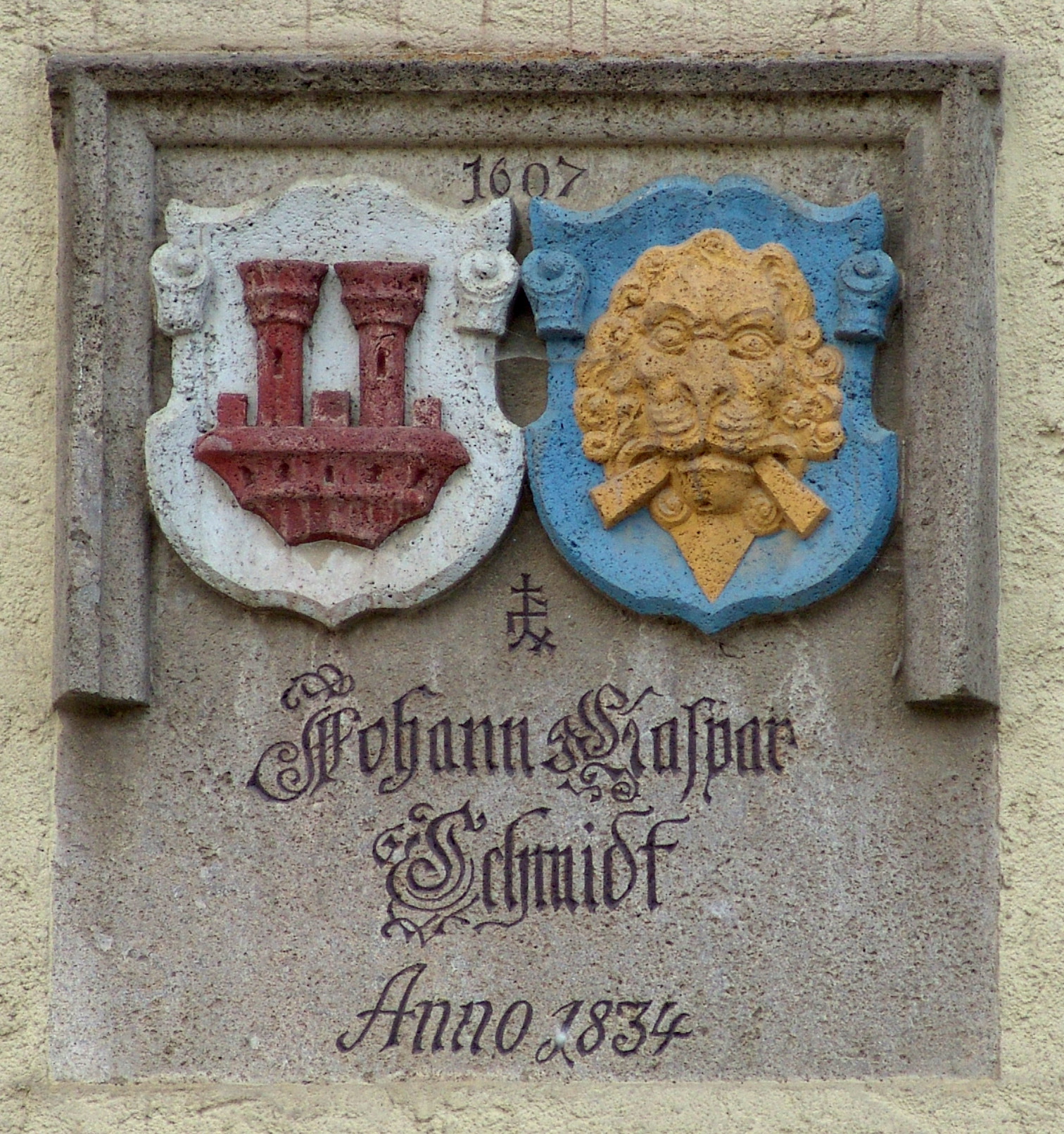
Wappenstein am Landturm von Großharbach, datiert 1607.

Die Grafen von Comburg waren ein schwäbisch-fränkisches Adelsgeschlecht und Stifter des Klosters Comburg südlich Schwäbisch Hall.

## Ursprung
Die Grafen von Rothenburg-Comburg werden den Mattonen zugerechnet und gehen möglicherweise auf die Kochergaugrafen zurück.

## Geschichte

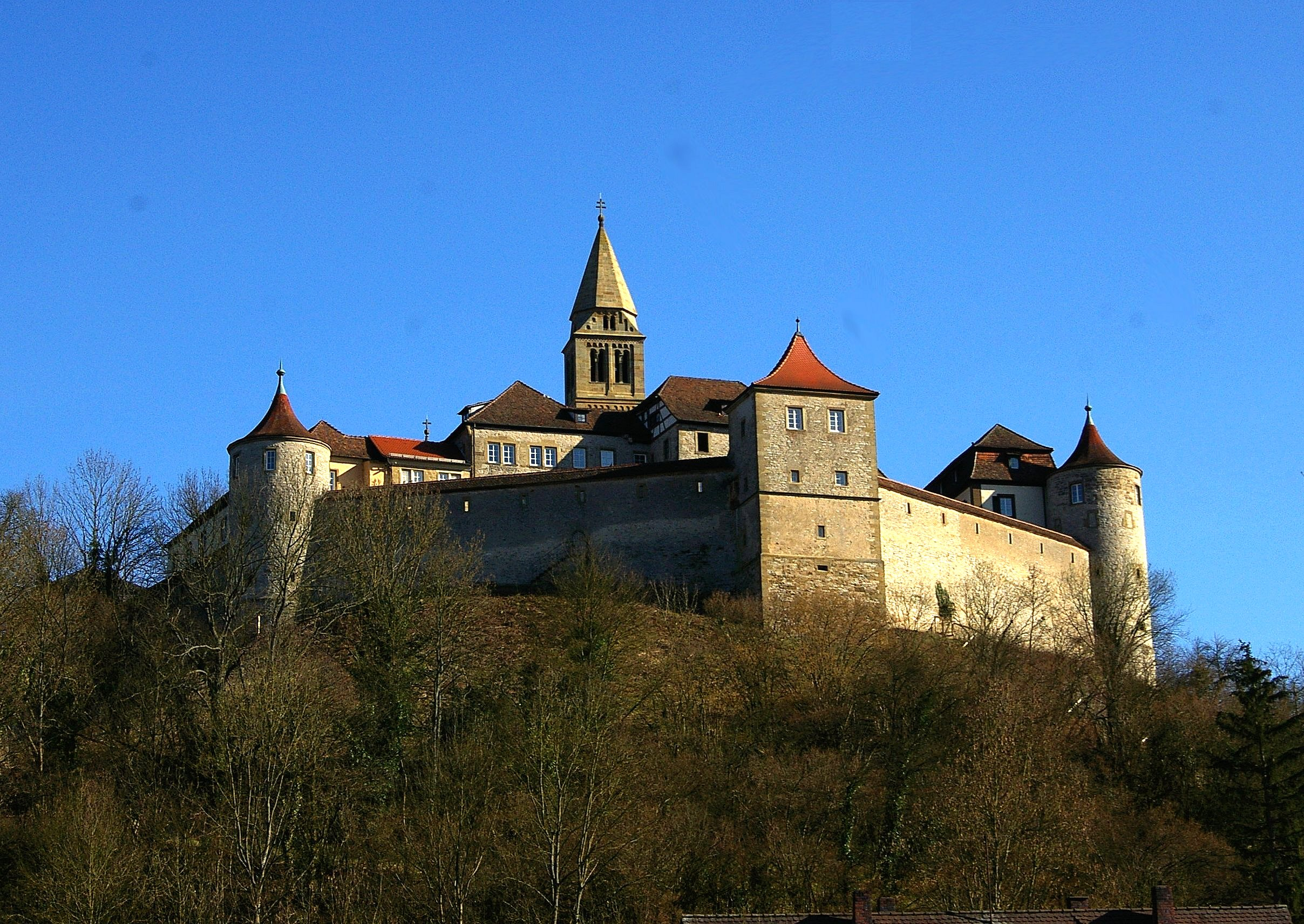
Die Comburg

994/996 erwirbt ein Graf Ruotger (Richard) vom Augsburger Bischof Liutold den Berg, auf dem zunächst die Burg, später das Kloster Comburg errichtet werden sollte. Ob der Würzburger Bischof Heinrich I. (Bischof von 995 oder 996 bis zu seinem Tod am 14. November 1018) tatsächlich auf die Grafen von Rothenburg zurückgeht, ist nach wie vor umstritten. In einer Urkunde Kaiser Heinrichs II. vom 5. Februar 1024, worin dieser den Forst des Klosters Ellwangen zum Bannforst erklärt, wird ein Graf Heinrich genannt, der zu den Comburgern gezählt werden darf. Dieser Graf Heinrich tritt erneut in einer Urkunde Kaiser Heinrichs II. vom 16. Juli 1027, dieses Mal mit seinem Bruder Ruotkeri (Rugger), in Erscheinung. Heinrich bezeichnete sich 1042 als Heinrich von Wolfingen. Sein Bruder Rugger, auch als Reichart oder Richard bekannt, führte die Ahnenreihe mit seinen Söhnen Emehart I. und Burchard I. fort. Erster Graf, der sich urkundlich nachweisbar nach Comburg nannte, war Burchard II. (Burchardum, Comitem de Camburg). Burchard hatte vier Söhne, Emerhard II., Richard II., Burchard II. und Heinrich II. Drei der Brüder (Burckardus & fratres eius Ruggerus & Heinricus Comites de Rotemburc) treten in einer Urkunde des Ritters Albert von Bielrith (Adelbertus nomine de Bilrieth militare) auf. Die Herren von Bielriet waren vermutlich eine Nebenlinie der Grafen von Comburg. Dafür spricht auch eine Schenkungsurkunde an das Kloster Comburg um das Jahr 1098. Darin wird als erster in der Zeugenreihe ein Ruggerus de Bilrieth genannt, der wohl mit Richard II. von Comburg sowie dem 1090 genannten Rutger von Husun gleichzusetzen ist. Sein vierter Sohn Emehard wählte die geistliche Laufbahn und war von 1089 bis 1105 Bischof von Würzburg. Er gilt als Gründer des Klosters Comburg, wofür er um 1078 seine Hälfte der väterlichen Burg an dieser Stelle gab. Später trat auch sein Bruder Burkhard (Burchard II.) dort als Mönch ein. Ihr Bruder Heinrich wird als Vater der späteren Königin Gertrud, Gemahlin von Konrad III., angenommen. Er war wohl mit einer Dame namens Gebe verheiratet. Dies geht aus einer Notiz aus dem Jahr 1108 hervor, wo er mit Zustimmung und Hand seiner Braut (cum manu et consensu conjugis suae Gebe) eine Schenkung an das Kloster Comburg macht. Er wird noch 1113 erwähnt, wo er seine Gefolgsmänner oder entfernt Verwandten Iring (wohl der Stammvater des späteren Bischofs Iring von Reinstein-Homburg) und Bern als Treuhänder damit beauftragt, dem Kloster St. Stephan (ad monasterium sancti Petri et sancti Stephani prothomartyris) in der Vorstadt von Würzburg ein Gut in Güntersleben (Gundresleibi) zu übergeben.
Weitere Nachfahren der Grafen von Comburg sind bislang nicht bekannt.

## Wappen
Das mutmaßliche Stammwappen zeigt auf blauem Grund einen goldenen Löwenkopf mit einem goldenen Sparren im Maul. Dieses Wappen findet man auch bei dem Mattonen Bischof Megingaud von Würzburg. Als Helmzier ist ein Schwan mit ausgespreizten Flügeln bekannt. Hierbei handelt es sich möglicherweise um eine nachträgliche Zuschreibung.
Das Wappenbild findet sich heute in den Wappen der Gemeinden Gebsattel (Landkreis Ansbach) und Oberrot (Landkreis Schwäbisch Hall) wieder. Ein Wappenstein am Landturm Großharbach, datiert auf das Jahr 1607, zeigt links das Wappen von Rothenburg und rechts das Wappen von Comburg. Am Kloster Großcomburg findet sich das Wappen mehrfach an Gebäuden des Klosters.

## Stammliste
Stammliste nach Bauer:
1. Graf im Kochergau (evtl. der 994–996 genannte Ruotger[3] – nicht nach Bauer)
  1. Graf Heinrich I. (1024–1042)
  2. Rüger I. (1027)
    1. Emhard I. (1054)
    2. Graf Burkhard von Comburg (1037 ff.)
      1. Burkhard II.
      2. Rüger II.
      3. Heinrich II. (⚭ Gebe/Geba von Mergentheim[13] – nicht nach Bauer)
        1. Gertrud von Comburg (* verm. erst nach 1108 [1108 wird Gebe, ihre Mutter, noch als conjugis suae also noch als Braut Heinrichs bezeichnet. Eine Ehe zwischen Konrad von Staufen mit einer unehelichen Tochter ist eher unwahrscheinlich]; † 1130/31 nicht nach Bauer) ⚭ Konrad von Staufen (Ehe ist nicht nachweisbar).

      4. Emhard II. (Emehard, Bischof von Würzburg 1084 bis 1104)